# Élections législatives de 1951 en Seine-et-Oise
Les élections législatives françaises de 1951 se tiennent le 17 juin. Ce sont les deuxièmes élections législatives de la Quatrième République.

## Mode de scrutin
Représentation proportionnelle plurinominale suivant la méthode de la plus forte moyenne dans 103 circonscriptions, conformément à la loi des apparentements : les listes qui se sont « apparentées » avant l'élection remportent tous les sièges de la circonscription si leurs voix ajoutées obtiennent la majorité absolue des suffrages exprimés. Il y a 629 sièges à pourvoir. Il faut obtenir au moins 6% des exprimés pour participer à la répartition des sièges.
Le vote préférentiel est admis. 
Pour les départements de la Seine et de la Seine-et-Oise, les apparentements ne sont pas possibles et la répartition se fait au plus fort reste et non à la plus forte moyenne.
Le département élit dix-huit députés. Les législateurs ne voulant pas que les circonscriptions dépassent les neuf sièges, le département est découpé en deux circonscriptions :
1. La première correspond aux Arrondissements de Pontoise et de Mantes, auxquels s'ajoutent les cantons d'Argenteuil, Poissy, Maisons-Laffitte et Montfort-l'Amaury, dotée de 9 sièges ;
2. La deuxième, également dotée de 9 sièges, regroupe les Arrondissements de Versailles, Rambouillet et Corbeil (moins les quatre cantons pré-cités).

## Candidats (première circonscription)

### Liste d'union républicaine, résistante et antifasciste présentée par le Parti communiste français
| N° | Candidats | Candidats             | Parti | Principales fonctions                                                                                     |
| -- | --------- | --------------------- | ----- | --- |
| 01 |           | Mathilde Gabriel-Péri | PCF   | Député sortant, journaliste                                                                               |
| 02 |           | Antoine Demusois      | PCF   | Cheminot, Sénateur, conseiller général du canton de Gonesse, Arnouville-lès-Gonesse                       |
| 03 |           | Robert Ballanger      | PCF   | Employé, député sortant, conseiller général du canton du Raincy, Livry-Gargan                             |
| 04 |           | Gilbert Berger        | PCF   | Menuisier, député sortant, conseiller général du canton d'Aulnay-sous-Bois, maire de Tremblay-lès-Gonesse |
| 05 |           | Eugène Alliot         | PCF   | Cheminot, député sortant, conseiller général du canton de L'Isle-Adam, Mériel                             |
| 06 |           | Roger Gaston          | PCF   | Métallurgiste, ancien combattant FTP, ancien déporté, Goussainville                                       |
| 07 |           | René Volat            | PCF   | Instituteur, ancien combattant FTP, ancien déporté, Achères                                               |
| 08 |           | Marcelle Devé         | PCF   | Ouvrière métallurgiste, adjointe au maire d'Argenteuil                                                    |
| 09 |           | Eugène Le Moign       | PCF   | Métallurgiste, maire du Blanc-Mesnil                                                                      |

### Liste du Rassemblement du peuple français
| N° | Candidats | Candidats       | Parti | Principales fonctions                                                            |
| -- | --------- | --------------- | ----- | -------------------------------------------------------------------------------- |
| 01 |           | André Diethelm  | RPF   | Sénateur, ancien ministre                                                        |
| 02 |           | Jean Frugier    | RPF   | Docteur en médecine, maire adjoint de Garches                                    |
| 03 |           | Michel Bernard  | RPF   | Tourneur sur métaux, Poissy                                                      |
| 04 |           | Jean Bouchet    | RPF   | Docteur en médecine, conseiller général, conseiller municipal de Mantes-la-Jolie |
| 05 |           | André Mongison  | RPF   | Cultivateur à Mantes-la-Ville                                                    |
| 06 |           | René Jollivet   | RPF   | Producteur grainier, maire adjoint de Conflans-Sainte-Honorine                   |
| 07 |           | Sylviane Cunche | RPF   | Manutentionnaire, conseillère municipale du Blanc-Mesnil                         |
| 08 |           | Louis Moreaux   | RPF   | Fonctionnaire, maire de Sannois                                                  |
| 09 |           | Cyrille Lecomte | RPF   | Commerçant, conseiller général du canton de Taverny, maire de Saint-Leu-la-Forêt |

### Liste d'union des indépendants, des paysans et du Rassemblement des gauches républicaines
| N° | Candidats | Candidats       | Parti       | Principales fonctions                                                            |
| -- | --------- | --------------- | ----------- | -------------------------------------------------------------------------------- |
| 01 |           | Jean-Paul David | Radical-RGR | Député sortant, maire de Mantes-la-Jolie                                         |
| 02 |           | Pierre Ruhlmann | UDSR-RGR    | Médaille de la Résistance, ancien député à l'Assemblée consultative, journaliste |
| 03 |           | Marcel Colson   | Indépendant | Maire du Raincy, industriel                                                      |
| 04 |           | Henri Rougelot  | Radical     | Maire de Sartrouville                                                            |
| 05 |           | André Amaury    | DVD         | Conseiller municipal de Jouy-le-Moutier, agriculteur, ingénieur agronome         |
| 06 |           | Henri Montarnal | DVD         | Conseiller municipal d'Argenteuil, chirurgien                                    |
| 07 |           | Charles Boure   | DVD         | Chef de bataillon du Génie en retraite, adjoint au maire d'Eaubonne              |
| 08 |           | Maurice Debacq  | Radical     | Maire de Ronquerolles                                                            |
| 09 |           | Fernand Ferrat  | UDSR        | Maire-adjoint d'Aulnay-sous-Bois                                                 |

### Liste socialiste SFIO
| N° | Candidats | Candidats        | Parti | Principales fonctions                                                                      |
| -- | --------- | ---------------- | ----- | ------------------------------------------------------------------------------------------ |
| 01 |           | Germaine Degrond | SFIO  | Député sortant, journaliste syndiquée, Vernouillet                                         |
| 02 |           | Paul Raoult      | SFIO  | Maire des Mureaux, conseiller général du canton de Meulan, ancien résistant, fonctionnaire |
| 03 |           | Marcel Gilbert   | SFIO  | Instituteur licencié en droit, Mantes-la-Ville                                             |
| 04 |           | Désiré Moulin    | SFIO  | Représentant de commerce, Soisy-sous-Montmorency, ancien résistant                         |
| 05 |           | Ernest Prest     | SFIO  | Cheminot retraité, conseiller municipal d'Argenteuil                                       |
| 06 |           | Eugène Ducher    | SFIO  | Professeur de mathématiques, adjoint au maire de Pontoise, ancien résistant                |
| 07 |           | Gilbert Strauss* | SFIO  | Conseiller juridique, licencié en droit, ancien résistant                                  |
| 08 |           | Marcel Guttin    | SFIO  | Ouvrier maçon syndiqué, Neuilly-sur-Marne                                                  |
| 09 |           | Charles Pinçon   | SFIO  | Agriculteur, maire de Guerville                                                            |

- Père de Dominique Strauss-Kahn[1]

### Liste du Mouvement républicain populaire
| N° | Candidats | Candidats            | Parti | Principales fonctions                                                                     |
| -- | --------- | -------------------- | ----- | ----------------------------------------------------------------------------------------- |
| 01 |           | Robert Bichet        | MRP   | Ingénieur des Arts et Métiers, officier de la Résistance, député sortant, ancien ministre |
| 02 |           | Germaine Peyroles    | MRP   | Avocate à la Cour d'Appel de Paris, officier de la Résistance, député sortant             |
| 03 |           | Pierre-Victor Dubois | MRP   | Avocat à la Cour d'Appel de Paris, Mantes-la-Jolie                                        |
| 04 |           | Alphonse Ricard      | MRP   | Retraité du gaz, maire d'Eaubonne                                                         |
| 05 |           | Édouard Furstoss     | MRP   | Surveillant général, Argenteuil                                                           |
| 06 |           | André Lavallette     | MRP   | Agriculteur, maire adjoint de Labbeville                                                  |
| 07 |           | Georges Henry        | MRP   | Arboriculteur, maire adjoint de Groslay                                                   |
| 09 |           | André Colombier      | MRP   | Inspecteur central de l'enregistrement et des domaines, maire adjoint de Sannois          |
| 10 |           | Maurice Finet        | MRP   | Professeur technique adjoint, député sortant                                              |

### Liste Divers droite
| N° | Candidats | Candidats                    | Parti    | Principales fonctions                  |
| -- | --------- | ---------------------------- | -------- | -------------------------------------- |
| 01 |           | Gilbert Dauphin              | PRL      | Inspecteur divisionnaire de la SNCF    |
| 02 |           | Michel Arlet                 | Rad.ind. | Commerçant                             |
| 03 |           | Louis Guitard                | UNIR     | Avocat                                 |
| 04 |           | Roger Hamelin                | CNIP     | Industriel                             |
| 05 |           | Serge d'Hubert               | CNIP     | Publiciste et avocat                   |
| 06 |           | Robert Dumont                | Soc.ind. | Pharmacien                             |
| 07 |           | Raymond Devaux               | CNIP     | Colonel de réserve de l'Armée de l'Air |
| 09 |           | Maurice de Ponton d'Amécourt | CNIP     | Exploitant agricole                    |
| 10 |           | Alexandre Leviné             | Rad.ind. | Administrateur de société              |

### Liste radicale dissidente
| N° | Candidats | Candidats        | Parti         | Principales fonctions |
| -- | --------- | ---------------- | ------------- | --------------------- |
| 01 |           | Erwin Jung       | Divers centre | Ingénieur             |
| 02 |           | André Bratschi   | Divers centre | Ingénieur             |
| 03 |           | Bernard Thuvin   | Divers centre | Dessinateur           |
| 04 |           | Henriette Merlin | Divers centre |                       |
| 05 |           | André Pernaton   | Divers centre | Technicien            |
| 06 |           | Marie Bel        | Divers centre | Sage-femme            |
| 07 |           | Raymond Granjot  | Divers centre | Employé               |
| 09 |           | Jacques Sergent  | Divers centre | Employé               |
| 10 |           | Robert Lucas     | Divers centre | Agent de planning     |

### Liste communiste dissidente
| N° | Candidats | Candidats          | Parti     | Principales fonctions                                |
| -- | --------- | ------------------ | --------- | ---------------------------------------------------- |
| 01 |           | Darius Le Corre    | PCF diss. | Instituteur en congé, ancien député de Seine-et-Oise |
| 02 |           | Henri Fraval       | PCF diss. | Ajusteur                                             |
| 03 |           | Jacques Alexandre  | PCF diss. | Journaliste                                          |
| 04 |           | Roger Goddé        | PCF diss. | Journaliste                                          |
| 05 |           | John Brown         | PCF diss. | Journaliste                                          |
| 06 |           | Odette Houdet      | PCF diss. | Journaliste                                          |
| 07 |           | Madeleine Baritsch | PCF diss. | Sténo-dactylo                                        |
| 08 |           | Pierre Rocoplo     | PCF diss. | Chauffeur                                            |
| 09 |           | Roger Moser        | PCF diss. | Ajusteur                                             |

### Liste du Parti communiste internationaliste (trotskyste)
| N° | Candidats | Candidats                            | Parti | Principales fonctions |
| -- | --------- | ------------------------------------ | ----- | --------------------- |
| 01 |           | Lucienne Abraham dite Michèle Mestre | PCI   | Employée              |
| 02 |           | Annie Renard                         | PCI   | Secrétaire            |
| 03 |           | Georges Crétiet                      | PCI   | Tourneur-outilleur    |
| 04 |           | Raymond Bouvet                       | PCI   | Dessinateur           |
| 05 |           | Georges Mougard                      | PCI   | Contrôleur des PTT    |
| 06 |           | Albert Roux                          | PCI   | Fonctionnaire         |
| 07 |           | Louis Eemans                         | PCI   | Employé de banque     |
| 08 |           | Madeleine Forcada                    | PCI   | Employée              |
| 09 |           | Guy Texier                           | PCI   | Typographe            |

### Liste divers gauche
| N° | Candidats | Candidats         | Parti         | Principales fonctions                                                 |
| -- | --------- | ----------------- | ------------- | --------------------------------------------------------------------- |
| 01 |           | Jacques Amboise   | Divers gauche | Directeur de contentieux                                              |
| 02 |           | Bernard Laffaille | Divers gauche | Professeur à l'Ecole centrale des ingénieurs des Arts et Manufactures |
| 03 |           | Roger Leray       | Divers gauche | Compositeur typographe                                                |
| 04 |           | Noël Portal       | Divers gauche | Employé                                                               |
| 05 |           | Louis Bonnay      | Divers gauche | Comptable                                                             |
| 06 |           | Simone Gaspard    | Divers gauche | Institutrice                                                          |
| 07 |           | Jean Ferrez       | Divers gauche | Administrateur civil au Ministère de l'Education nationale            |
| 08 |           | Alice Villeneuve  | Divers gauche | Professeur                                                            |
| 09 |           | Robert Laurent    | Divers gauche | Employé SNCF                                                          |

## Candidats (deuxième circonscription)

### Liste d'union républicaine, résistante et antifasciste présentée par le Parti communiste français
| N° | Candidats | Candidats         | Parti | Principales fonctions |
| -- | --------- | ----------------- | ----- | --- |
| 01 |           | Lucien Midol      | PCF   | Ingénieur, retraité des chemins de fer, député sortant                                                                                            |
| 02 |           | Eugénie Duvernois | PCF   | Médaille de la Résistance, ancienne déportée, infirmière, député sortant                                                                          |
| 03 |           | Charles Benoist   | PCF   | Cheminot, député sortant, conseiller municipal de Villeneuve-Saint-Georges                                                                        |
| 04 |           | Jean Duclos       | PCF   | Député sortant, conseiller municipal de Versailles                                                                                                |
| 05 |           | André Merlot      | PCF   | Ouvrier du bois, ancien combattant FTP |
| 06 |           | Robert Gravaud    | PCF   | Charpentier, conseiller général du canton de Versailles-Sud, Trappes, ancien résistant                                                            |
| 07 |           | Louis Namy        | PCF   | Peintre en bâtiment, conseiller général du canton d'Arpajon, ancien combattant FTP                                                                |
| 08 |           | Serge Lefranc     | PCF   | Rosette de la Résistance, commerçant, conseiller général du canton de Méréville, maire de Saclas, Président du Comité départemental de Libération |
| 09 |           | L. Trioullier     | PCF   | Mère de famille |

### Liste du Rassemblement du peuple français
| N° | Candidats | Candidats          | Parti | Principales fonctions |
| -- | --------- | ------------------ | ----- | --- |
| 01 |           | Jean-Paul Palewski | RPF   | Député sortant, Médaille de la Résistance |
| 02 |           | André Mignot       | RPF   | Maire de Versailles, conseiller général du canton de Versailles-Nord                                                                                      |
| 03 |           | Yvon Morandat      | RPF   | Militant syndicaliste, ancien membre de l'Assemblée consultative, Compagnon de la Libération, Rosette de la Résistance, capitaine parachutiste de réserve |
| 04 |           | Gabriel Brossard   | RPF   | Cultivateur maraîcher, maire d'Ollainville |
| 05 |           | Irène Ruggiero     | RPF   | Mère de famille |
| 06 |           | André Olivier      | RPF   | Commerçant, Étampes |
| 07 |           | Pierre Drahonnet   | RPF   | Commerçant, conseiller municipal de Rambouillet, ancien résistant                                                                                         |
| 08 |           | Gaston Gentilhomme | RPF   | Maire de Corbeil, cheminot, Médaille de la Résistance |
| 09 |           | Antoine Boutonnat  | RPF   | Maire de Chennevières-sur-Marne, Président du Conseil général, conseiller général du canton de Boissy-Saint-Léger, officier de réserve, entrepreneur      |

### Liste socialisteSFIO
| N° | Candidats | Candidats       | Parti | Principales fonctions |
| -- | --------- | --------------- | ----- | --- |
| 01 |           | Pierre Métayer  | SFIO  | Professeur syndiqué, licencié en droit, officier de réserve, député sortant, Secrétaire d'Etat à la Présidence du Conseil, chargé de la fonction publique et de la réforme administrative |
| 02 |           | Pierre Commin   | SFIO  | Ingénieur-conseil, Rosette de la Résistance, ancien député |
| 03 |           | René Boudet     | SFIO  | Ingénieur chef de travaux, Chennevières-sur-Marne |
| 04 |           | Raymond Vidal   | SFIO  | Professeur agrégé de l'Université, officier de réserve, conseiller municipal de Saint-Germain-en-Laye                                                                                     |
| 05 |           | Madeleine Bras  | SFIO  | Secrétaire |
| 06 |           | Maurice Loiseau | SFIO  | Chaudronnier |
| 07 |           | Robert Vincenot | SFIO  | Cultivateur, La Ville-du-Bois |
| 08 |           | Georges Goudin  | SFIO  | Directeur d'école publique, conseiller municipal d'Essonnes |
| 09 |           | Léon Audran     | SFIO  | Cheminot, conseiller municipal d'Étampes |

### Liste du Rassemblement des gauches républicaines et d'union des indépendants, des paysans et des républicains nationaux
| N° | Candidats | Candidats          | Parti | Principales fonctions |
| -- | --------- | ------------------ | ----- | --- |
| 01 |           | Édouard Bonnefous  | RGR   | Député sortant |
| 02 |           | Marcel Pourtout    | CNIP  | Conseiller général du canton de Marly-le-Roi, maire de Rueil-Malmaison, carrossier automobile                                   |
| 03 |           | Robert Aubry       | RGR   | Ingénieur des Arts et Métiers, Corbeil-Essonnes                                                                                 |
| 04 |           | René Meslé         | CNIP  | Agriculteur exploitant, maire d'Aigremont                                                                                       |
| 05 |           | Roger Jardin       | RGR   | Docteur en médecine, maire de Palaiseau                                                                                         |
| 06 |           | Lucien Sergent     | CNIP  | Licencié en droit, administrateur civil, maire d'Étréchy                                                                        |
| 07 |           | Mme Veuve Gilbert  | RGR   | Retraitée de la Banque de France, veuve de Henri Gilbert, fusillé par les Allemands, premier maire-adjoint de Villeneuve-le-Roi |
| 08 |           | Auguste Vabrol     | CNIP  | Maire adjoint de Savigny-sur-Orge                                                                                               |
| 09 |           | Adolphe Boutillier | RGR   | Maire de Clairefontaine |

### Liste du Mouvement républicain populaire
| N° | Candidats | Candidats         | Parti | Principales fonctions                                          |
| -- | --------- | ----------------- | ----- | -------------------------------------------------------------- |
| 01 |           | Gilbert Cartier   | MRP   | Député sortant, maire de Villeneuve-le-Roi, tourneur-outilleur |
| 02 |           | Georges Mouthon   | MRP   | Docteur en médecine, conseiller municipal de Meudon            |
| 03 |           | Germaine Baudouin | MRP   | Chef comptable, Vaucresson                                     |
| 04 |           | Gabriel Certain   | MRP   | Négociant, conseiller municipal de Versailles                  |
| 05 |           | Pierre Bernède    | MRP   | Chef de comptabilité, Longpont-sur-Orge                        |
| 06 |           | Gaston Bideau     | MRP   | Inspecteur SNCF, Villeneuve-Saint-Georges                      |
| 07 |           | Edmond Pelletier  | MRP   | Docteur en médecine, conseiller municipal d'Étampes            |
| 08 |           | André Toledano    | MRP   | Homme de lettres, Le Pecq                                      |
| 09 |           | Jean Comte        | MRP   | Agriculteur, maire d'Écharcon                                  |

### Liste du Parti radical-socialiste
| N° | Candidats | Candidats         | Parti   | Principales fonctions |
| -- | --------- | ----------------- | ------- | --- |
| 01 |           | Maurice Béné      | Radical | Médaille de la Résistance, conseiller général du canton de Limours, maire de Limours, ancien membre de l'Assemblée nationale constituante, industriel |
| 02 |           | André Quevreux    | Radical | Agriculteur, conseiller municipal de Villiers-sur-Marne                                                                                               |
| 03 |           | Paul-Emile Cornet | Radical | Ingénieur des Mines, industriel, agriculteur |
| 04 |           | Jacques Farache   | Radical | Conseiller juridique de sociétés, ancien déporté |
| 05 |           | Jeanne Barbieux   | Radical | Mère de famille nombreuse |
| 06 |           | Robert Gomy       | Radical | Receveur du Centre hospitalier de Versailles |
| 07 |           | Albert Pleuvry    | Radical | Industriel, maire de Sucy-en-Brie |
| 08 |           | Gaston Darre      | Radical | Professeur de lycée |
| 09 |           | Charles Hernu     | Radical | Publiciste, fondateur du groupement d'études pour les États-Unis d'Europe, Saint-Germain-en-Laye                                                      |

### Liste Union des nationaux indépendants et républicains - Rassemblement des groupes républicains et indépendants français - Défense des libertés
| N° | Candidats | Candidats               | Parti                | Principales fonctions                                   |
| -- | --------- | ----------------------- | -------------------- | ------------------------------------------------------- |
| 01 |           | Roger Palmieri          | UNIR                 | Avocat à la Cour de Paris                               |
| 02 |           | Pierre Escoffier        | UNIR                 | Employé                                                 |
| 03 |           | Achille Dauphin-Meunier | UNIR                 | Professeur à l'Institut catholique                      |
| 04 |           | Etienne Henri           | RGRIF                | Notaire                                                 |
| 05 |           | Henri Chapuis           | UNIR                 | Général de brigade (cadre de réserve), Maisons-Laffitte |
| 06 |           | Louis Defrère           | UNIR                 | Agriculteur                                             |
| 07 |           | Antoinette Hugot        | UNIR                 | Coiffeuse                                               |
| 08 |           | Albert Perrot           | UNIR                 | Ouvrier                                                 |
| 09 |           | André Singer            | Défense des libertés | Horticulteur                                            |

### Liste divers gauche
| N° | Candidats | Candidats         | Parti         | Principales fonctions |
| -- | --------- | ----------------- | ------------- | --------------------- |
| 01 |           | Henri Marty       | Divers gauche | Agent d'usine         |
| 02 |           | Emile Gouiran     | Divers gauche | Professeur            |
| 03 |           | Pierre Cadel      | Divers gauche | Ouvrier métallurgiste |
| 04 |           | Roger Aubert      | Divers gauche | Professeur            |
| 05 |           | Jacques Cordeaux  | Divers gauche | Ouvrier               |
| 06 |           | Marthe Barathier  | Divers gauche |                       |
| 07 |           | Roger Dubois      | Divers gauche | Commis                |
| 08 |           | Fernand Ferant    | Divers gauche | Ouvrier métallurgiste |
| 09 |           | Lucienne Robiquet | Divers gauche |                       |

## Élus
| Circonscription | Député sortant        | Parti | Parti   | Député élu ou réélu   | Parti | Parti   |
| --------------- | --------------------- | ----- | ------- | --------------------- | ----- | ------- |
| 1re             | Mathilde Gabriel-Péri |       | PCF     | Mathilde Gabriel-Péri |       | PCF     |
| 1re             | Robert Ballanger      |       | PCF     | Robert Ballanger      |       | PCF     |
| 1re             | Gilbert Berger        |       | PCF     | Antoine Demusois      |       | PCF     |
| 1re             | Eugène Alliot         |       | PCF     | André Diethelm        |       | RPF     |
| 1re             | Germaine Degrond      |       | SFIO    | Germaine Degrond      |       | SFIO    |
| 1re             | Robert Bichet         |       | MRP     | Robert Bichet         |       | MRP     |
| 1re             | Germaine Peyroles     |       | MRP     | Jean Frugier          |       | RPF     |
| 1re             | Maurice Finet         |       | MRP     | Michel Bernard        |       | RPF     |
| 1re             | Jean-Paul David       |       | Rad soc | Jean-Paul David       |       | Rad soc |
|                 |                       |       |         |                       |       |         |
| 2e              | Lucien Midol          |       | PCF     | Lucien Midol          |       | PCF     |
| 2e              | Charles Benoist       |       | PCF     | Charles Benoist       |       | PCF     |
| 2e              | Jean Duclos           |       | PCF     | André Mignot          |       | RPF     |
| 2e              | Eugénie Duvernois     |       | PCF     | Eugénie Duvernois     |       | PCF     |
| 2e              | Pierre Métayer        |       | SFIO    | Pierre Métayer        |       | SFIO    |
| 2e              | Jean-Paul Palewski    |       | MRP-RPF | Jean-Paul Palewski    |       | RPF     |
| 2e              | Gilbert Cartier       |       | MRP     | Gilbert Cartier       |       | MRP     |
| 2e              | Maurice Béné          |       | Rad soc | Maurice Béné          |       | Rad soc |
| 2e              | Édouard Bonnefous     |       | UDSR    | Édouard Bonnefous     |       | UDSR    |

## Résultats

### Première circonscription  (Pontoise-Mantes)
| Parti    | Parti    | Tête de liste                        | Résultats | Résultats | Sièges |  |
| Parti    | Parti    | Tête de liste                        | Voix      | %         |        |  |
| -------- | -------- | ------------------------------------ | --------- | --------- | ------ |  |
|          | PCF      | Mathilde Gabriel-Péri                | 116 510   | 32,43     | 3      |  |
|          | RPF      | André Diethelm                       | 96 259    | 26,79     | 3      |  |
|          | RGR-CNIP | Jean-Paul David                      | 45 443    | 12,65     | 1      |  |
|          | SFIO     | Germaine Degrond                     | 37 579    | 10,46     | 1      |  |
|          | MRP      | Robert Bichet                        | 25 652    | 7,14      | 1      |  |
|          | DVD      | Gilbert Dauphin                      | 7 081     | 3,64      | 0      |  |
|          | RIF      | Erwin Jung                           | 8 086     | 2,25      | 0      |  |
|          | MCFI     | Darius Le Corre                      | 7 152     | 1,99      | 0      |  |
|          | PCI      | Lucienne Abraham dite Michèle Mestre | 5 736     | 1,60      | 0      |  |
|          | UDN      | Jacques Amboise                      | 3 686     | 1,03      | 0      |  |
|          |          |                                      |           |           |        |  |
| Inscrits | Inscrits | Inscrits                             | 443 497   | 100,00    | 9      |  |
| Votants  | Votants  | Votants                              | 369 973   | 83,42     |        |  |
| Exprimés | Exprimés | Exprimés                             | 359 281   | 97,11     |        |  |

### Deuxième circonscription  (Versailles-Rambouillet-Corbeil)
| Parti    | Parti                            | Tête de liste      | Résultats | Résultats | Sièges |  |
| Parti    | Parti                            | Tête de liste      | Voix      | %         |        |  |
| -------- | -------------------------------- | ------------------ | --------- | --------- | ------ |  |
|          | PCF                              | Lucien Midol       | 115 970   | 31,86     | 3      |  |
|          | RPF                              | Jean-Paul Palewski | 102 577   | 28,18     | 2      |  |
|          | SFIO                             | Pierre Métayer     | 36 504    | 10,03     | 1      |  |
|          | RGR-CNIP                         | Édouard Bonnefous  | 34 921    | 9,60      | 1      |  |
|          | MRP                              | Gilbert Cartier    | 28 674    | 7,88      | 1      |  |
|          | Rad soc                          | Maurice Béné       | 24 083    | 6,62      | 1      |  |
|          | UNIR-RGRIF- Défense des libertés | Roger Palmieri     | 13 359    | 3,67      | 0      |  |
|          | UDN                              | Henri Marty        | 5 510     | 1,51      | 0      |  |
|          |                                  |                    |           |           |        |  |
| Inscrits | Inscrits                         | Inscrits           | 448 600   | 100,00    | 9      |  |
| Votants  | Votants                          | Votants            | 374 238   | 83,42     |        |  |
| Exprimés | Exprimés                         | Exprimés           | 363 970   | 97,26     |        |  |